# Станіславув (гміна)
Гміна Станіславув (пол. Gmina Stanisławów) — сільська гміна у центральній Польщі. Належить до Мінського повіту Мазовецького воєводства.
Станом на 31 грудня 2011 у гміні проживало 6534 особи.

## Площа
Згідно з даними за 2007 рік площа гміни становила 106.01 км², у тому числі:
- орні землі: 64.00%
- ліси: 28.00%

Таким чином, площа гміни становить 9.10% площі повіту.

## Населення
Станом на 31 грудня 2011:
| Опис     | Загалом | Загалом | Чоловіки | Чоловіки | Жінки | Жінки |
| -------- | ------- | ------- | -------- | -------- | ----- | ----- |
| одиниця  | осіб    | %       | осіб     | %        | осіб  | %     |
| все      | 6534    | 100     | 3279     | 50.18    | 3255  | 49.82 |
| міське   | 0       | 100     | 0        |          | 0     |       |
| сільське | 6534    | 100     | 3279     | 50.18    | 3255  | 49.82 |

## Сусідні гміни
Гміна Станіславув межує з такими гмінами: Дембе-Вельке, Добре, Зельонка, Мінськ-Мазовецький, Посьвентне, Страхувка, Якубув.